# Pipreola pulchra
Pipreola pulchra je vrsta ptičev pevcev iz družine kičevcev, ki je razširjena v vlažnih gorskih gozdovih ob vzhodnem robu Andov v Peruju.
Je srednje velik predstavnik svojega rodu, osebki dosežejo do 17 cm v dolžino. Pripadniki obeh spolov imajo živozeleno operjenost po zgornji strani telesa in bledorumeno šarenico. Samci se ločijo od samic po črni obrazni maski, oranžnem znamenju na grlu, lisastih bokih in rumenkasti trebušni strani. Samice nimajo obrazne maske in drugih znamenj, trebušna stran pa je zelena z rumenimi progami.

## Razširjenost
Je endemit Peruja, kjer prebiva v gorskih gozdovih vzhodnega roba Andov na nadmorskih višinah 1.600 do 2.400 m. Velikost populacije ni natančno določena, vendar se domneva, da se skupno število ptic zmanjšuje. Kljub temu je stopnja upadanja počasna, zato je Svetovna zveza za varstvo narave (IUCN) njeno varstveno stanje ocenila kot "najmanj ogroženo".